# Branden i Varaždin 1776
Branden i Varaždin 1776 (kroatiska: Požar u Varaždinu 1776.), även kallad den Stora branden i Varaždin (Veliki požar u Varaždinu), var en omfattande brand som ägde rum den 25 april 1776 i Varaždin i den dåvarande Habsburgska monarkin (nuvarande Kroatien). Det Kroatiska kungliga rådet hade sedan 1767 på kejsarinnan Maria Teresias anstiftan sammanträtt i Varaždin. Staden var därmed den kroatiska provinsens huvudstad. Branden 1776 var den värsta som drabbat Varaždin och skulle leda till att det kroatiska regeringen permanent flyttade till Zagreb.

## Händelseförlopp
Branden uppstod hos det lokala renhållningsbolaget där stadens livegna släkte kalk. En av dessa var en yngling från den närliggande byn Sračinec. Den unge mannen hade trots gällande rökförbud tänt en cigarett som gav upphov till branden. I den kraftiga vinden spred sig branden från den dåvarande gatan Dugi konec (dagens Zagrebačka ulica) mot stadens centrum och den norra förorten. 
Innan branden fanns det 113 hus innanför stadsmurarna, 256 hus i den norra och 245 i de södra förorten. Innanför stadsmurarna totalförstördes 70 bostäder medan 11 hus skadades delvis. 32 hus förblev oskadda. I den norra förorten totalförstördes 111 hus och i den södra förorten 135 hus. Av Varaždins och dess förorters 614 bostäder förstördes 316 hus.

## Efterspel
Efter branden dömdes ynglingen som orsakat branden till tolv slag på huvudtorget i Varaždin och till tolv slag i hembyn Sračinec.
Kejsarinnan Maria Teresia gav staden skattelättnader under tre år och flera mästare anlitades för att återuppbygga den svårt sargade ditintills kroatiska provinshuvudstaden. Den 17 juni 1864, som en konsekvens av denna och tidigare bränder, grundades den första frivilliga brandkåren i Kroatien i Varaždin.